# Sphodrocepheus mitratus
Sphodrocepheus mitratus är en kvalsterart som beskrevs av Aoki 1967. Sphodrocepheus mitratus ingår i släktet Sphodrocepheus och familjen Cepheidae. Inga underarter finns listade i Catalogue of Life.